# Чон-Орюктю
Чон-Орюктю (кирг. Чоң-Өрүктү) — село в Иссык-Кульском районе Иссык-Кульской области Кыргызстана. Административный центр Орюктинского аильного округа. Код СОАТЕ — 41702 215 850 01 0.

## Население
По данным переписи 2009 года, в селе проживало 2045 человек.